# アマリア・ロドリゲス
アマリア・レボルダン・ロドリゲス（Amália Rebordão Rodrigues、1920年7月23日 - 1999年10月6日）は、ポルトガルの歌手、女優である。"ファドの女王（Rainha do Fado）"として知られる。

## 生涯
アマリア・ロドリゲスは、ポルトガルの首都リスボンに生まれた。両親はポルトガル中東部出身で、少女期は貧しい生活を余儀なくされた。しかし将来の大歌手は幼少期からその片鱗を見せており、良く歌を覚え歌うのも上手かったという。やがて一家の家計を支えるため様々な仕事に就いたが、18歳の時に一流のナイトクラブ「ファドの家(Casa do Fado)」に出演し反響を呼んだ。 
アマリア・ロドリゲスは「ファドの家」を登竜門に、当時ファディスタの活躍の場を「ファドの家」と両極し担っていたミュージカルの分野でも成功を収め、ファド歌手として認められるようになった。 
やがてアマリア・ロドリゲスは主演映画が作られる等、ファド歌手として以外に大衆的な人気も博するようになり、一種のカリスマとなった。フランソワーズ・アルヌール主演、アンリ・ヴェルヌイユ監督の映画『過去をもつ愛情（Les Amants du Tage）』(1954)で歌った「暗い艀(はしけ)」はファドではないが、彼女を代表する作品である。しかしファド界において孤高の存在となったことにより、後継者が育たなかった。 
1974年、アントニオ・サラザールからマルセロ・カエターノに至る独裁政権が崩壊すると、政権下で国家的歌謡として擁護されていたファドは氷河期を迎える。人々の心はファドから離れ、国民的なカリスマとして周囲の視線を集めたアマリア・ロドリゲスでさえも批判の対象に挙げられる事があった。 
しかしその後20年の時を経、EU参加の動きの中で自国文化再興の兆しが出てくると、ポルトガルにおいても若者を中心にファドを再評価する動きが現れた。ミージアや ドゥルス・ポンテス、カティア・ゲレイロやマリーザといった新しいファディスタが次々に現れ、ロドリゲスの後を引き継いだ。 
1999年に79歳で死去した際、ポルトガルは3日間の喪に服した。2001年にはリスボンのサンタ・エングラシア教会に移送され、エンリケ航海王子、ヴァスコ・ダ・ガマらとともに、国民的英雄10人の一人として眠っている。

## 死後の評価
アマリア・ロドリゲスの魅力はファドの魅力といっても過言ではないだろう。そのメリスマティックな歌唱はサウダーデ(Saudade)を表現し、聴く者の情緒を刺激して離さない。歌詞の持つ情感を音へと導くロドリゲスの歌唱は亡くなった今も生き続けている。
2010年10月、NPRの特別企画「50 great voices」において、同時代や後のミュージシャンに多大な影響を与えた偉大な歌声の一人として選定された。